# Рудка (Кременецький район)
Ру́дка — село в Україні, у Кременецькій міській громаді Кременецького району Тернопільської області. Розташоване на річці Іква, в центрі району.  До 2020 було підпорядковане Колосівській сільській раді. До Рудки приєднано хутори Антонівка та Рудочка.
Населення — 618 осіб (2007).

## Історія
Поблизу села виявлено археологічні пам'ятки черняхівської культури.
Перша писемна згадка — 1566 як Руда.
У переліку замкових сіл та людей при Кременецькому замку (дані за люстраціями 1542, 1545, 1552 рр): -Рудка (9 тяглих; 9 тяглих та один на оброці; 14 дворищ, 16 димів, 6 огородників, 6 димів на волі);
Дерев'яна церква , як написано в третьому томі праці М. Теодоровича, "коли і ким побудована, невідомо". Є інформація про 1847 рік будівництва (дата намальована на ліхтарі нави). За іншими даними, церква мала б походити з XVIII ст., адже відомо, що копії метричних книг зберігалися з 1778 року (або ж теперішня церква постала на місці попередньої з XVIII ст.).
Діяли «Просвіта» та інші товариства.
На 1936 рік село входило до ґміни Бережці Кременецького повіту.
12 червня 2020 року, відповідно до розпорядження Кабінету Міністрів України № 724-р «Про визначення адміністративних центрів та затвердження територій територіальних громад Тернопільської області», увійшло до складу Кременецької міської громади.
19 липня 2020 року, в результаті адміністративно-територіальної реформи та ліквідації Кременецького (1940-2020) району, село увійшло до складу новоутвореного Кременецького району.

## Населення
За даними перепису населення 2001 року мовний склад населення села був таким:
| Мова       | Число ос. | Відсоток |
| ---------- | --------- | -------- |
| українська |           | 99,55    |
| російська  |           | 0,3      |
| білоруська |           | 0,15     |

## Пам'ятки

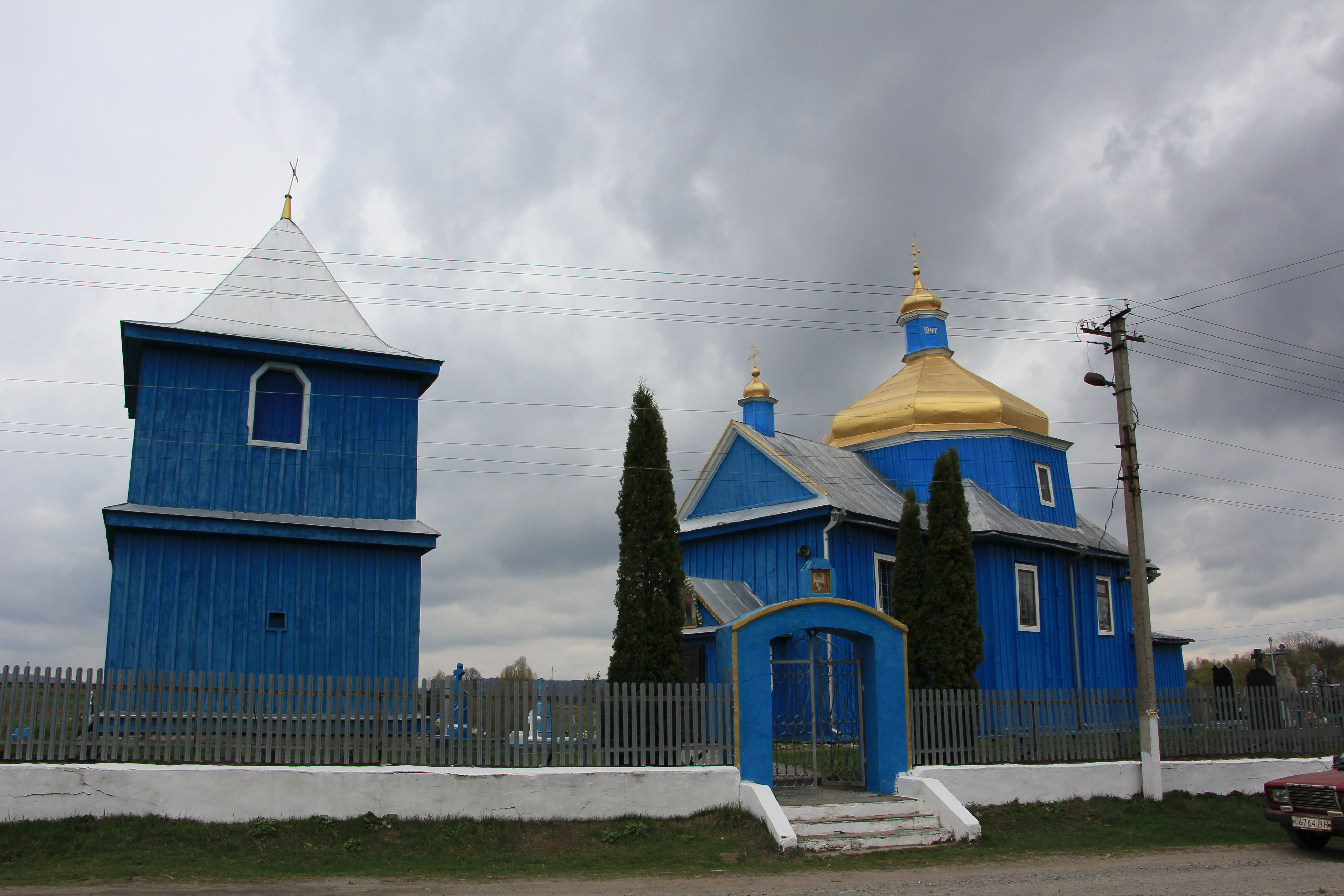
Дерев'яна церква

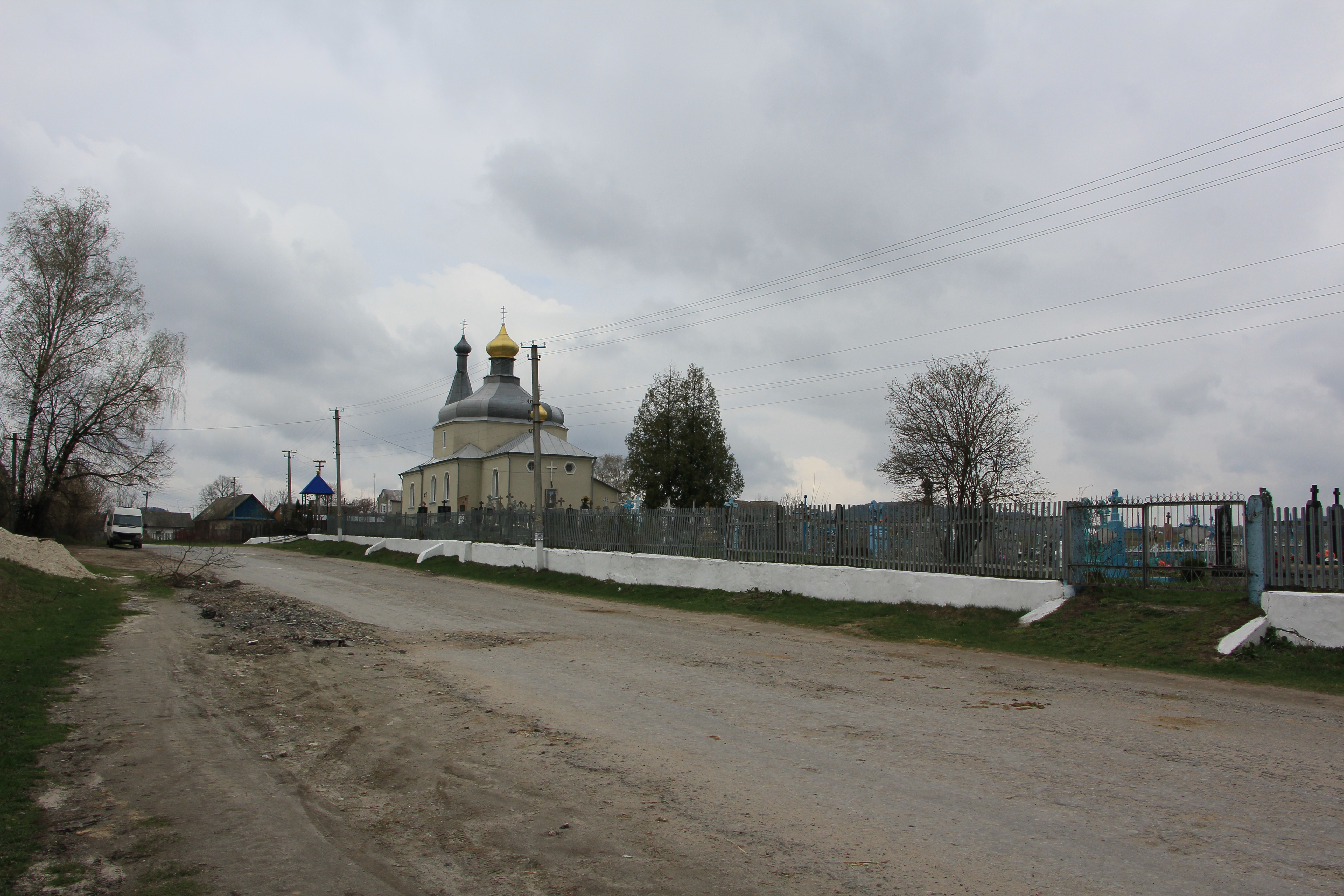
Мурована церква

Є церкви святих великомучеників і безсрібників Косми і Даміана (1847, дерев'яна та 1991, мурована).
Через село проходить екологічний веслосипедний маршрут "Навколо Кременецьких гір", створений Національним природним парком "Кременецькі гори".

## Соціальна сфера
Працюють клуб, бібліотека, торговельний заклад.

## Галерея

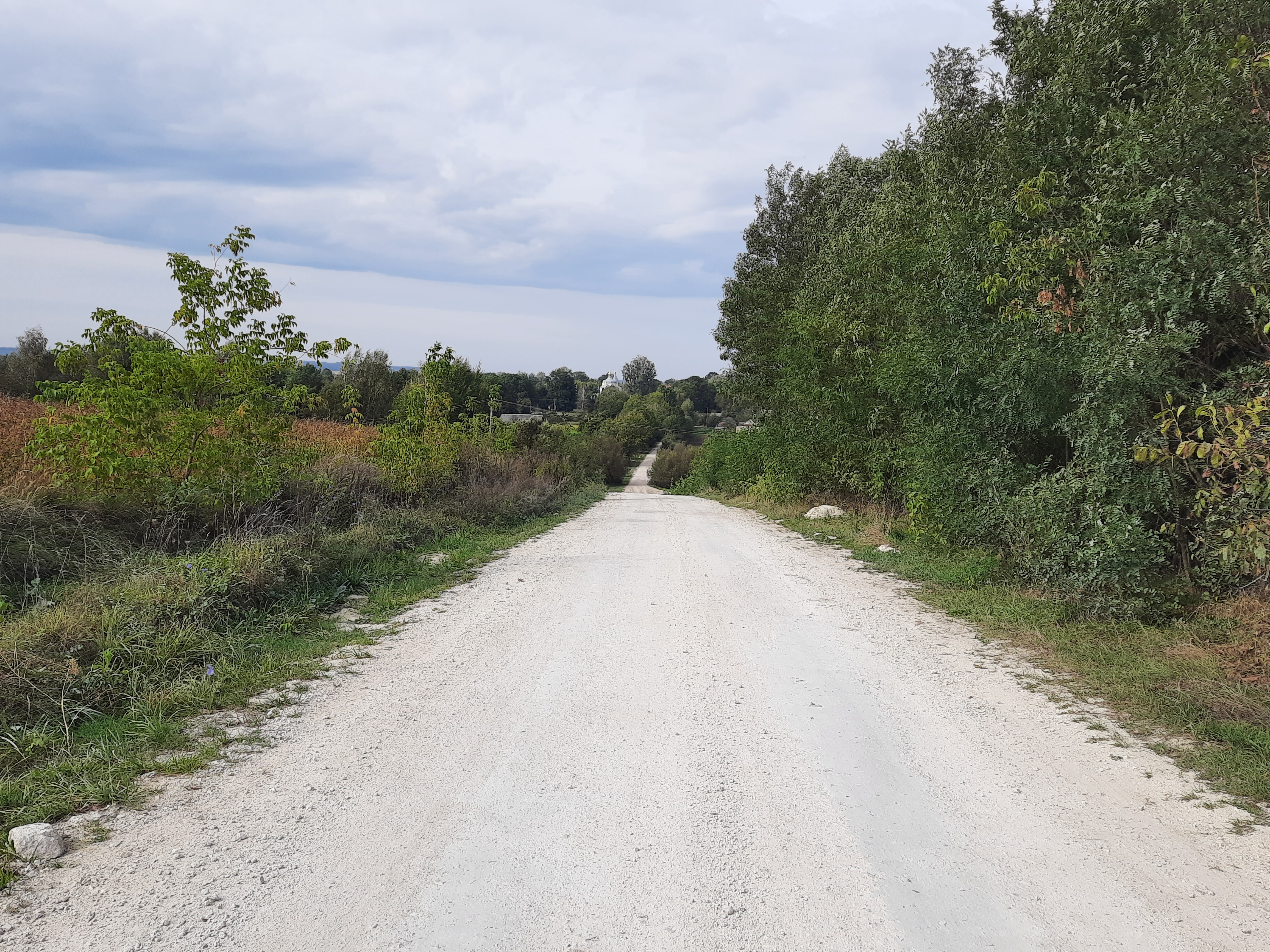
Дорога в село
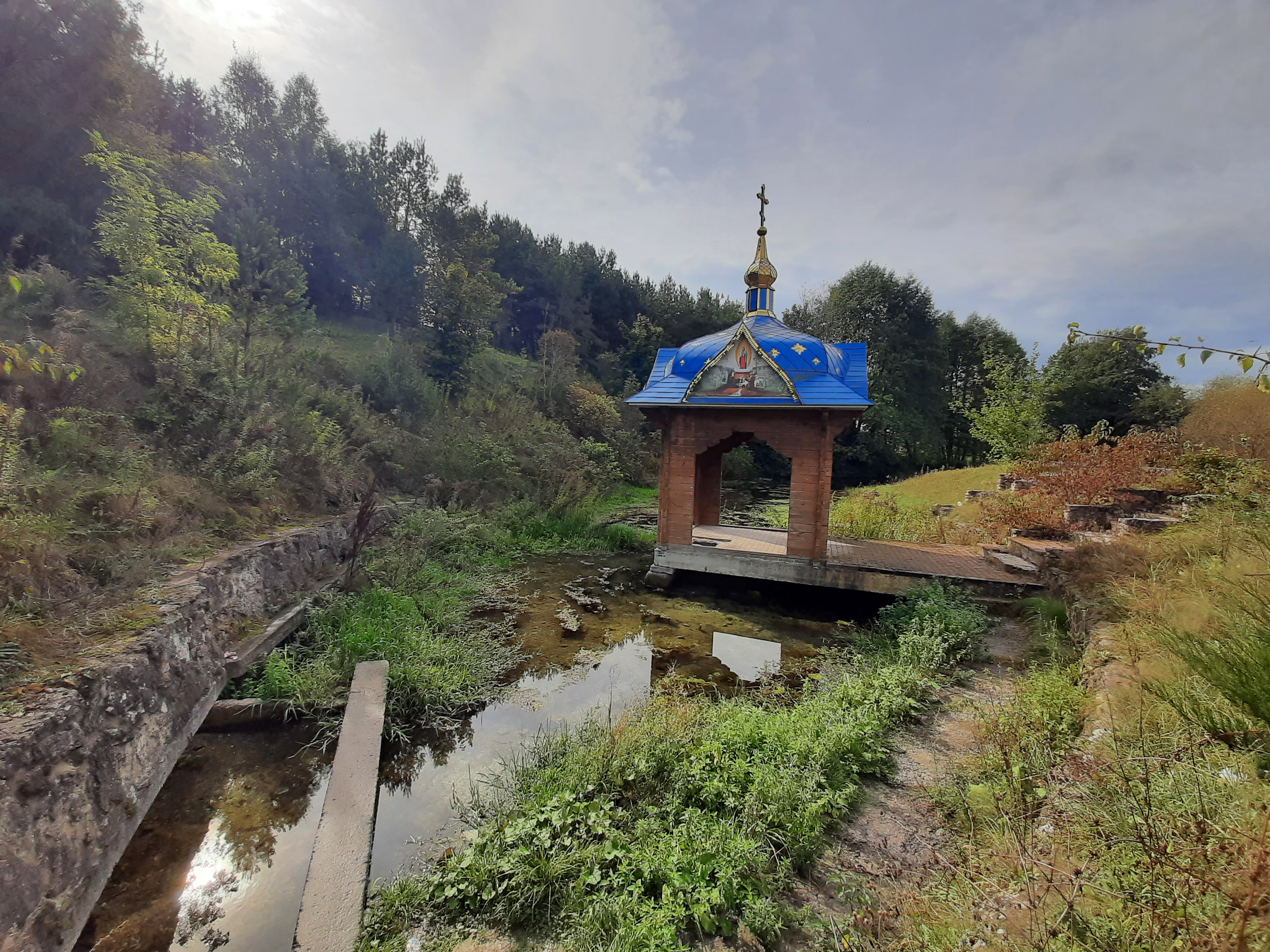
Капличка
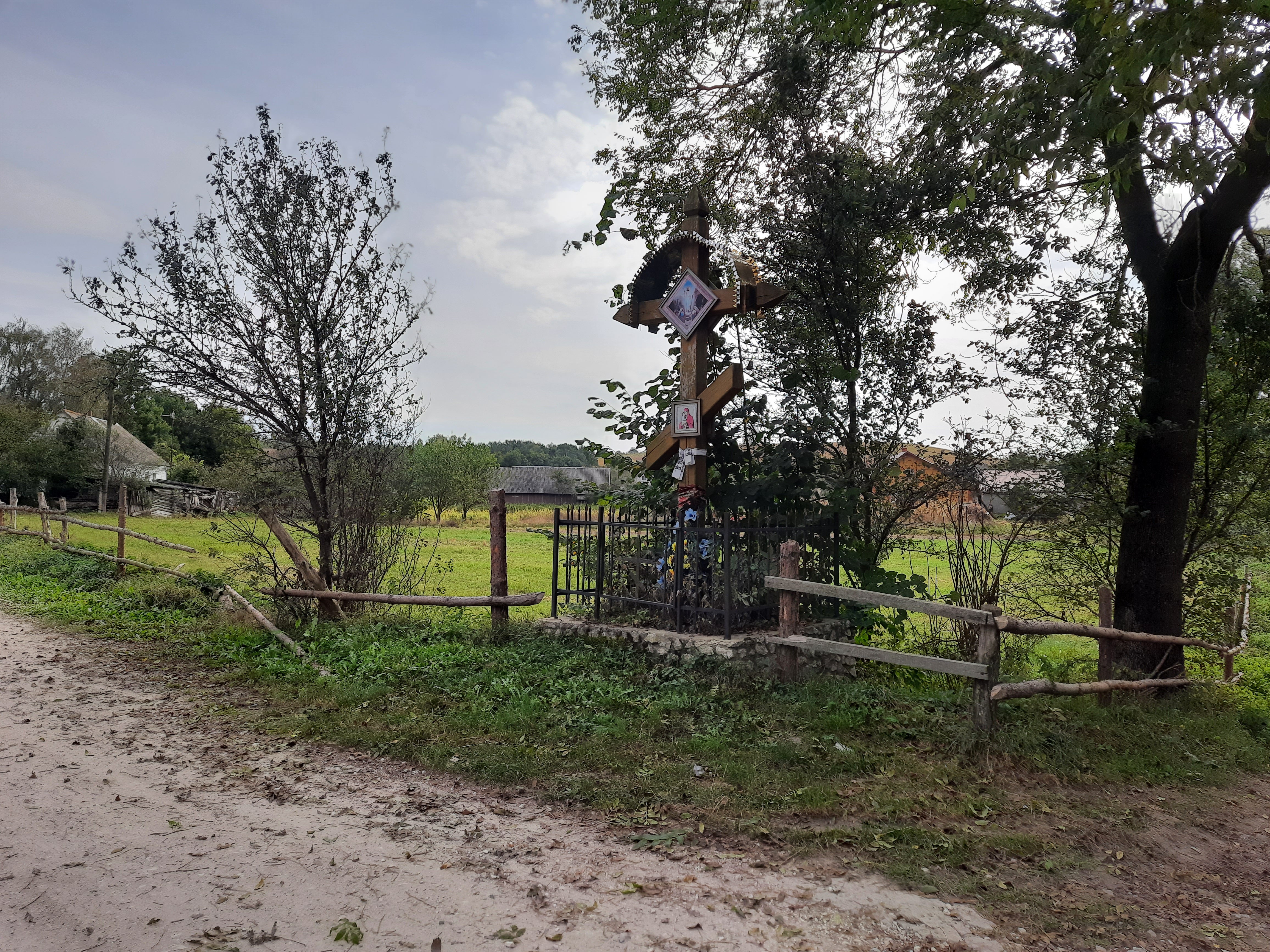
Пам'ятний хрест
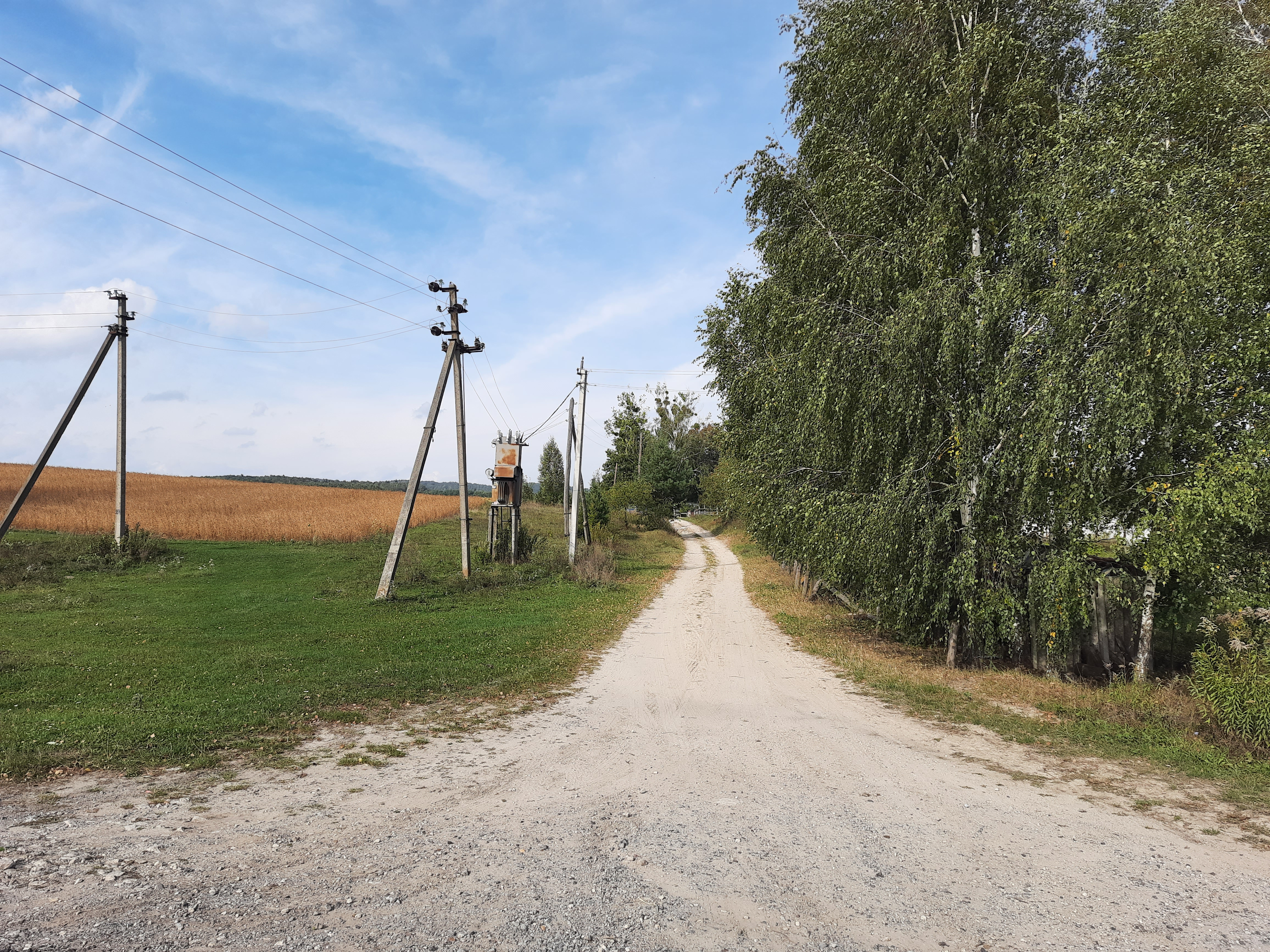
Околиця села
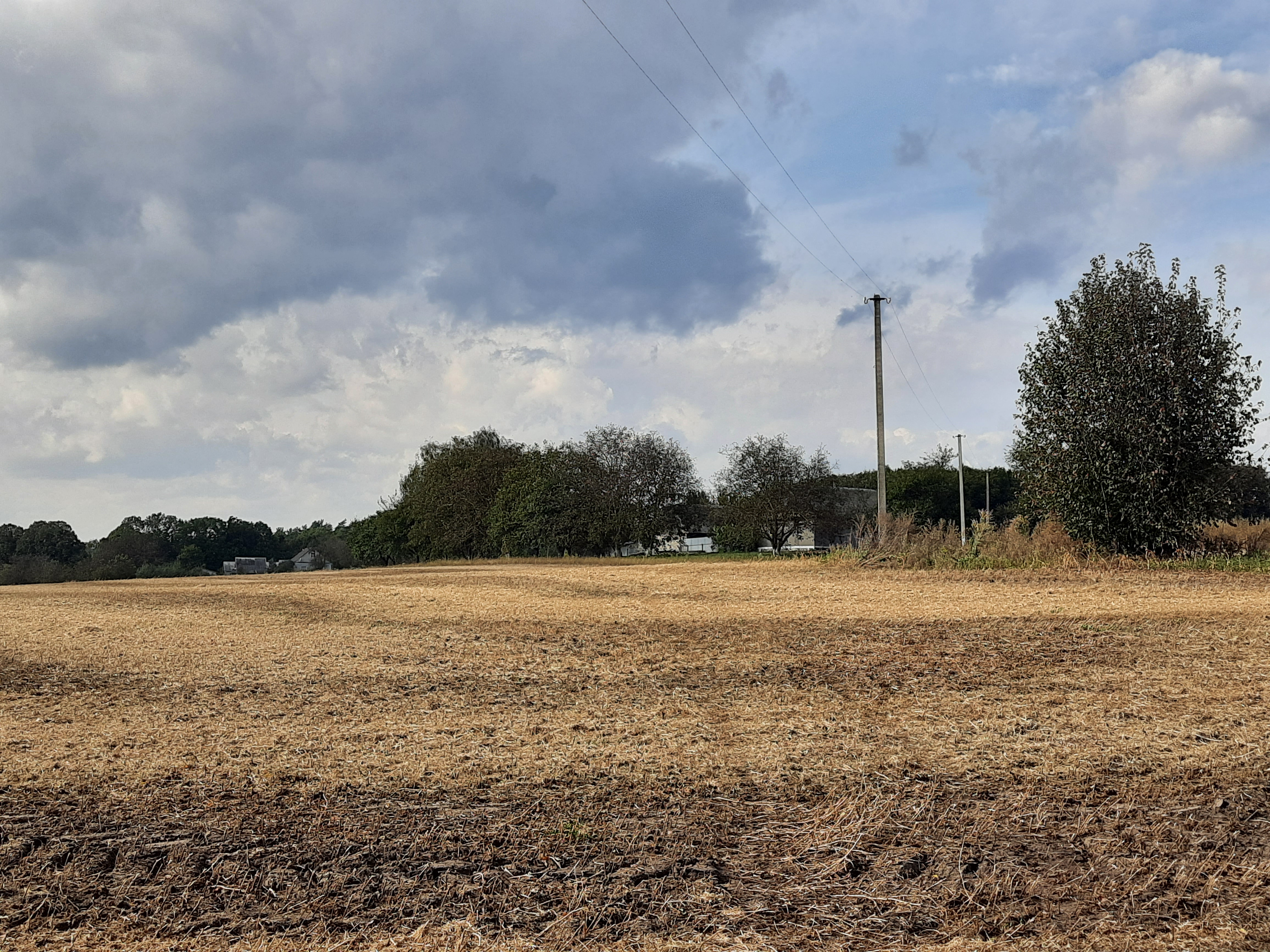
Сільський краєвид
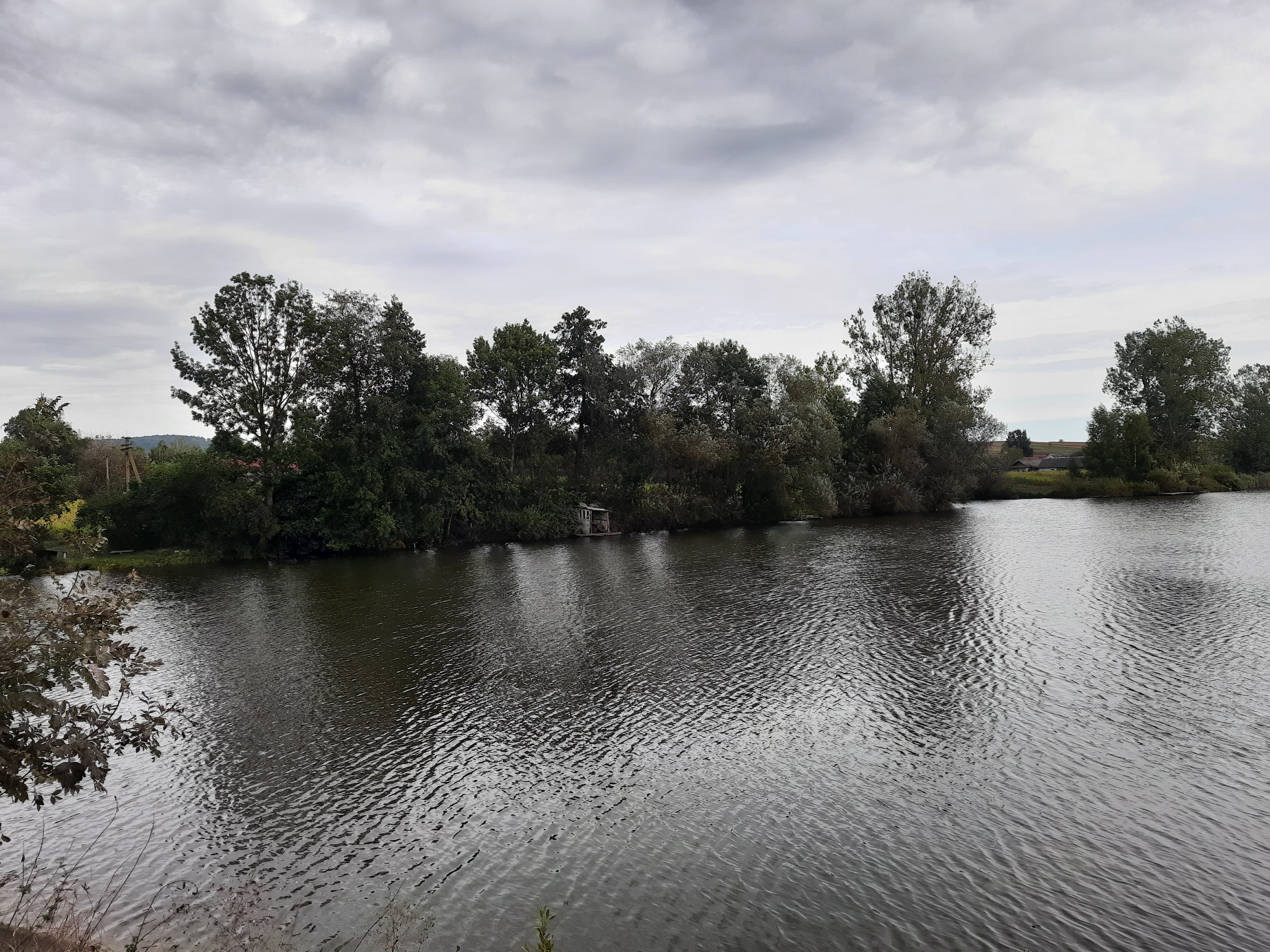
Став біля села